# Valentyna Yevdokymivna Dashkevych
Valentyna Yevdokymivna Dashkevych (tiếng Ukraina: Валентина Євдокимівна Дашкевич; 4 tháng 12 năm 1929, Kamjanske - 27 tháng 11 năm 2012, Kyiv) là một nhà khoa học, bác sĩ sản phụ khoa và giáo viên người Ukraina. Bà được trao bằng Tiến sĩ khoa học Y học năm 1986 và được phong hàm Giáo sư năm 1988. Bà được trao danh hiệu Bác sĩ Danh dự Ukraina năm 1990. Bà được trao Giải thưởng Nhà nước Ukraina về Khoa học và Công nghệ năm 2006.
Các công trình nghiên cứu của bà liên quan đến đặc thù của sinh bệnh học và quá trình bệnh trong thai kỳ, phòng ngừa tử vong sản phụ và tử vong chu sinh. Bà đã nghiên cứu và phát triển hệ thống chăm sóc y tế cho phụ nữ mang thai mắc bệnh lý ngoại sinh dục và hệ thống chăm sóc thai nhi trong thời kỳ chu sinh.
Bà là nghiên cứu viên tại Viện Nhi khoa, Sản phụ khoa mang tên Viện sĩ O. M. Lukianovoi của Viện Hàn lâm Khoa học Y khoa Quốc gia Ukraina trong hơn 50 năm, từ năm 1959 đến năm 2012. Trong hơn 50 năm đó, có 29 năm bà giữ chức Trưởng khoa Bệnh ngoại sinh dục Phụ nữ mang thai. Bà là tác giả của hơn 300 bài báo khoa học, trong đó có gần 20 giấy chứng nhận bản quyền cho các phát minh. Bà là sinh viên của Giáo sư Serafymy Vynohradovoi và Oleksandra Papa.

## Tiểu sử
Valentyna Yevdokymivna Dashkevych sinh ngày 4 tháng 12 năm 1929, tại thành phố Kamjanske thuộc tỉnh Dnipropetrovsk.
Năm 1954, bà tốt nghiệp Viện Y Nhà nước Chernivtsi. Sau khi tốt nghiệp, bà đã đã xin vào làm bác sĩ sản phụ khoa tại Bệnh viện huyện Chortkiv, tỉnh Ternopil.
Từ năm 1959 đến cuối đời, bà là nghiên cứu viên tại Viện Nhi khoa, Sản phụ khoa (IPAG) ở Kyiv. Bà là học trò của các giáo sư Serafymy Vynohradovoi và Oleksandra Papa.
Năm 1963, sau khi hoàn thành nghiên cứu sau đại học, bà được trao bằng Phó tiến sĩ Y học với luận án về "Một số chỉ số chức năng gan ở phụ nữ mang thai có nhóm máu Rh(-) và các biện pháp ngăn ngừa bệnh tan máu ở thai nhi và trẻ sơ sinh".
Từ năm 1965, bà là nghiên cứu viên cấp cao tại Viện. Trong ba năm từ năm 1976 đến năm 1979, bà là trưởng Khoa Chu sinh học. Trong gần 30 năm, từ 1979 đến năm 2008, bà là trưởng Khoa Bệnh ngoại sinh dục Phụ nữ mang thai. Trong thời gian giữ chức trưởng khoa, bà đã nghiên cứu và phát triển hệ thống chăm sóc y tế cho phụ nữ mang thai mắc các bệnh lý ngoại sinh dục cũng như hệ thống chăm sóc thai nhi trong thời kỳ chu sinh. Bà đã nhiều lần hợp tác với Giáo sư Liena Borysivna Hutman.
Năm 1986, bà bảo vệ luận án và được trao bằng Tiến sĩ khoa học Y học. Hai năm sau, bà được phong hàm Giáo sư.
Năm 1990, bà được trao danh hiệu Bác sĩ Danh dự của Ukraina. Năm 2006, bà cùng các đồng nghiệp được trao Giải thưởng Nhà nước Ukraina về Khoa học và Công nghệ "vì sự phát triển khoa học, tổ chức và thực hành hệ thống điều dưỡng và phục hồi chức năng và điều trị cho phụ nữ mang thai ở Ukraina".
Năm 2008, bà trao lại chức trưởng Khoa Bệnh ngoại sinh dục Phụ nữ mang thai cho Yulii Davydovii, một sinh viên của bà. Bà tiếp tục công tác tại viện cho đến những năm cuối đời. Bà qua đời một tuần trước sinh nhật tuổi 83, vào ngày 27 tháng 11 năm 2012.

## Hoạt động khoa học
Bà là tác giả của hơn 300 bài báo khoa học, trong đó có gần 20 giấy chứng nhận bản quyền cho các phát minh. Bà là cố vấn khoa học và giáo viên của khoảng 50 tiến sĩ khoa học và phó tiến sĩ. Các sinh viên nổi bật của bà bao gồm Iryna Lukianova, Iuliia Davydova, Alisa Lymanska, Iurii Krut, Mariia-Mariana Dvulit, Volodymyr Medvid, vv...
Bà là thành viên Đoàn chủ tịch Hiệp hội Bác sĩ Sản phụ khoa Ukraina, Liên đoàn Sản phụ khoa Quốc tế, Hội đồng và Ủy ban Sản phụ khoa châu Âu, và Hiệp hội Chu khoa học châu Âu.
Bà là thành viên của Hội đồng học thuật của Viện Nhi khoa, Sản phụ khoa mang tên Viện sĩ O. M. Lukianovoi, và ban biên tập của các tạp chí "Perynatolohiia i pediatriia", "Pediatriia, akusherstvo ta hinekolohiia", "Reproduktyvne zdorovia zhinky". Bà là chuyên viên về tử vong sản phụ của Bộ Y tế Ukraina.
Sau thảm họa Chernobyl, bà đã chỉ đạo một loại công trình nghiên cứu trong lĩnh vực sản phụ khoa về hậu quả về mặt y tế của vụ tai nạn.

## Công trình khoa học (chọn lọc)
- «Гемолитическая болезнь плода и новорожденных» / Л. В. Тимошенко, М. В. Бондарь, В. Е. Дашкевич. — Moskva: Медицина, 1968. — 236 tr. : minh họa; 21 cm.
- «Диагностика, профилактика, лечение изоиммунизации и ее последствий у матери и новорожденного»: Метод. рекомендации / [Сост. К. Н. Васильева, В. Е. Дашкевич, С. П. Писарева và đồng nghiệp] ; М-во здравоохранения УССР. — Kyiv: [không rõ nhà xuất bản], 1975. — 28 tr. : граф.; 21 cm.
- «Практическое акушерство» / [А. Г. Пап, В. Е. Дашкевич, А. П. Николаев và đồng nghiệp] ; Под ред. д-ра мед. наук Я. П. Сольского. — 3-е изд., испр. и доп. — Kyiv: Здоров'я, 1976. — 663 tr. : minh họa; 22 cm.
- «Обезболивание родов у женщин с пороками сердца»: Метод. рекомендации / М-во здравоохранения УССР ; [Сост. В. Е. Дашкевич, Е. Г. Сулимой, Л. Б. Гутман]. — Kyiv: [không rõ nhà xuất bản], 1977. — 14 tr.; 21 cm.
- «Ведение беременности, родов и послеродового периода при заболеваниях сердечно-сосудистой системы»: (Метод. рекомендации) / М-во здравоохранения СССР, Гл. упр. лечеб.-профилакт. помощи детям и матерям; [Сост. А. Г. Пап, Л. Б. Гутман, А. Г. К3. — Moskva: Б. и., 1980. — 39 tr.; 20 cm.
- «Здоровье вашего ребенка» / [А. Г. Пап, Е. М. Лукьянова, В. Е. Дашкевич và đồng nghiệp]; Под ред. А. Г. Папа, Е. М. Лукьяновой. — 3-е изд., перераб. и доп. — Kyiv: Здоров'я, 1983. — 287 tr. : minh họa; 22 cm.
- «Здоровье вашего ребенка» / [А. Г. Пап, Е. М. Лукьянова, В. Е. Дашкевич và đồng nghiệp]; Под ред. А. Г. Папа, Е. М. Лукьяновой. — 3-е изд., перераб. и доп. — Kyiv: Здоров, я, 1984. — 287 tr. : minh họa; 22 cm.
- «Прогнозирование осложнений послеродового периода у женщин с хроническими заболеваниями печени и желчных путей» / В. Е. Дашкевич, С. М. Макеев, Т. В. Хонахбеева // Акушерство и гинекология. — 1987. — số 4. — tr. 53–56.
- «Здоровье матери и ребенка. Энциклопедия» / В. Е. Дашкевич; Nhà xuất bản: Украинская энциклопедия, 1992, 702 tr.
- «Врожденные пороки сердца и беременность: течение, тактика ведения, исходы» / В. И. Медведь, Л. Б. Гутман, В. Е. Дашкевич và đồng nghiệp // Зб. наук. праць VІ наук. конф. серцево-судинних хірургів України.— Nhà xuất bản: Здоров'я, 1998.
- «Применение препарата Далацин Вагинальный крем в акушерской практике» / В. Е. Дашкевич, Ю. В. Давыдова // Український медичний часопис. — số 3 (17) — 2000.
- «Биоритмические аспекты преэклампсии беременных» / В. Е. Дашкевич // Международный медицинский журнал. — 2003. — Т. 9, số 2. — tr. 72-75.
- «Влияние йодного дефицита на плод и новорожденного» / В. Е. Дашкевич, С. Е. Герзанич // Международный медицинский журнал. — 2005. — Т. 11, số 4. — tr. 56-60.
- «Рак щитовидной железы и беременность» / В. Е. Дашкевич, Ю. В. Давыдова // Международный медицинский журнал. — 2006. — Т. 12, số 3. — tr. 70-74.
- «Особливості акушерського анамнезу, соціального статусу, перебігу вагітності й пологів у жінок з патологічним прелімінарним періодом» / Дашкевич В. Є., Савченко С. Є., Коломійченко Т. В. // Педіатрія, акушерство і гінекологія. — 2006. — số 5. — tr. 57–59.
- «Материнська смертність від екстрагенітальної патології в Україні: помилки та уроки» / В. І. Медведь, В. Є. Дашкевич // Зб. доповідей Всеукраїнського наук. форуму «Здорова нація 2007». — Київ, 2007. — tr. 27
- «Сердечно-сосудистая патология и беременность» / Л. Б. Гутман, В. И. Медведь, В. Е. Дашкевич, И. М. Меллина // Акушерство и гинекология. Неотложная помощь / Под ред. Б. М. Венцковского, Г. К. Степанковской.— М.: Эксмо, 2008.
- «Актуальні питання проблеми кардіоміопатії у вагітних» / Л. Б. Гутман, В. Є. Дашкевич, С. К. Кульчицкий, Г. С. Янюта // Український кардіологічний журнал. — 2008, додаток 2. — tr. 189—190
- «Актовегин в клинике экстрагенитальной патологии» / В. Е. Дашкевич, В. М. Шафарчук //Репродуктивное здоровье женщины. — 2008. — số 2 (36). — tr. 83-86
- «Захворювання серцево-судинної системи — одна з ведучих причин материнської смертності» / В. В. Подольський, Л. Б. Гутман, В. Є. Дашкевич та ін. // Здоровье женщины. — 2009. — số 5(41). — tr. 32-34
- «Актуальні перинатології в разі захворювань серцево-судинної системи» / В. В. Подольський, Л. Б. Гутман, В. Є. Дашкевич // Здоровье женщины. — 2009. — số 6(42). — tr. 163-168
- «Врожденные пороки сердца и беременность» / В. Е. Дашкевич, М. Е. Кирильчук // Международный медицинский журнал. — 2011. — Т. 17, số 1. — tr. 79-84.
- «Профилактика осложнений беременности у женщин с гипертонической болезнью: задачи женской консультации» // Гутман Л. Б., Дашкевич В. Е., Меллина И. М. và đồng nghiệp; Зб. наук. праць Асоціації акушерів-гінекологів України. — К., 2013. — tr. 90–94.

### Giấy chứng nhận quyền (đồng) tác giả đối với sáng chế
- 1981 — «Способ обезболивания родов»
- 1982 — «Способ диагностики состояния, требующего оперативного родоразрешения у беременных с пороком сердца»
- 1997 — «Спосіб прогнозування загрози переривання вагітності у жінок з гіпертонічною формою нейроциркуляторної астенії»
- 1997 — «Спосіб прогнозування затримки розвитку плода»
- 2000 — «Спосіб раннього прогнозування розвитку імунодефіцитного стану у новонароджених та дітей раннього віку»
- 2000 — «Спосіб профілактики та лікування геморагічних розладів у новонароджених, які народились від жінок, хворих на цукровий діабет»
- 2001 — «Спосіб профілактики затримки розвитку плода»
- 2002 — «Спосіб вибору методу розродження вагітних із захворюваннями серцево-судинної системи»
- 2004 — «Спосіб прогнозування патологічного прелімінарного періоду»
- 2004 — «Спосіб лікування патологічного прелімінарного періоду»
- 2004 — «Спосіб прогнозування розвитку прееклампсії у вагітних з первинною артеріальною гіпертензією»
- 2005 — «Спосіб ранньої діагностики некомпенсованих порушень тиреоїдного гомеостазу у жінок, оперованих на щитоподібній залозі»
- 2007 — «Спосіб лікування слабкості пологової діяльності на тлі патологічного прелімінарного періоду»
- 2007 — «Спосіб диференційованого лікування вагітних з артеріальною гіпотензією»
- 2007 — «Спосіб реабілітації вагітних при захворюваннях серцево-судинної системи»
- 2007 — «Спосіб розродження вагітних з кардіоміопатіями»
- 2007 — «Спосіб діагностики міокардіального резерву у вагітних з серцево-судинною патологією»
- 2010 — «Спосіб підготовки до пологів вагітних з вродженими вадами серця»

## Giải thưởng
- 1970 - Giấy chứng nhận danh dự của Ban chấp hành Hội Chữ thập đỏ và Trăng lưỡi liềm đỏ Liên Xô [en]
- 1982 - Giấy chứng nhận của Đoàn Chủ tịch Xô viết Tối cao Cộng hòa Xã hội chủ nghĩa Xô viết Ukraina
- 1986 - Huân chương Cờ đỏ Lao động
- 1990 - Bác sĩ Danh dự Ukraina
- 1997 - Giải thưởng học thuật về Y học lâm sàng của Viện Hàn lâm Khoa học Y khoa Quốc gia Ukraina [uk] - "cho một loạt các bài báo khoa học "Bệnh về hệ tim mạch và mang thai""
- 2003 - "Nữ bác sĩ sản phụ khoa xuất sắc" (Đại hội Sản phụ khoa Thế giới lần thứ 17)
- 2006 - Giải thưởng Nhà nước Ukraina về Khoa học và Công nghệ - "vì sự phát triển khoa học, tổ chức và thực hành hệ thống điều dưỡng và phục hồi chức năng và điều trị cho phụ nữ mang thai ở Ukraina"
- 2010 - Giải thưởng "Nữ giới của năm" của Liên đoàn Phụ nữ vì Hòa bình Thế giới trong đề cử "Nữ bác sĩ".[2][7]